# Євпраксія Всеволодівна
Євпра́ксія Все́володівна (д.-рус. Еоупраксиа; 1071 — 9 липня 1109) — князівна із династії Рюриковичів. Німецька імператриця (1088—1105), дружина німецького імператора Генріха IV. Донька великого князя київського Всеволода Ярославича, сина Ярослава Мудрого. Сестра Володимира Мономаха. 1093 року втекла від чоловіка до Італії, 1097 року — до Угорщини, 1099 року — до Русі. 1106 року стала черницею. Коронаційне ім'я — Адельгейда. В німецькій історіграфії — Адельге́йда Ки́ївська (нім. Adelheid von Kiew); також — Євпра́ксія-Адельге́йда Все́володівна.

## Біографія
Її життя — найяскравіший приклад тих живих зв'язків, які княжа Русь посідала з володарськими дворами Західної Європи.
Освіту Євпраксія здобула в київському великокняжому дворі. Вона рано прилучилася до західної культурної й духовної традиції: її мати, дружина князя Всеволода, мала родичів у королівських родинах Угорщини, Польщі, Норвегії, Франції, Візантії.
У юному віці вийшла заміж за маркграфа Північної Саксонії Генріха Штаденського Довгого, але незабаром в 1087 овдовіла. 1086 — Євпраксія прийняла католицизм і дістала нове ім'я — Адельгейда. У 1088 була повінчана з німецьким імператором Генріхом IV під іменем Адельгейди. Завдяки цьому шлюбу Генріх IV намагався отримати підтримку київського князя у боротьбі проти саксонських володарів та сприяти об'єднанню православної й католицької церков. Наприкінці 1093-го Євпраксія Всеволодівна, не витримавши брутального поводження з нею з боку чоловіка, була змушена покинути Німеччину. Втекла до Каносси (Північна Італія) до маркграфині Матильди Тосканської, за її посередництвом, вдалася до Папи Урбана II, який передав її справу з Генріхом IV на розгляд собору в Констанці, потім — П'яченці (1095). Церковні собори у Констанці і П'яченці, на яких виступала Євпраксія Всеволодівна, засудили поведінку Генріха IV.
1096 чи 1097 року Євпраксія подалася до Угорщини, а звідти — на батьківщину, до Русі — у Київ. Формально вона залишалася дружиною імператора, адже Католицька церква не визнавала розлучень. 1106 року, після смерті Генріха,  постриглася в черниці Андріївського жіночого монастиря, де її рідна сестра Анна Всеволодівна була настоятелькою. Була похована в соборі Успіння Богородиці Києво-Печерської лаври, де була надгробна таблиця з епітафією.
У Літописі Руському про Євпраксію сказано трьома реченнями. Перше, що вона постриглася у 1106 році, а також два речення про її смерть та поховання в 1109 році.

## У культурі
- Трагічній долі Євпраксії Всеволодівни присвятив свій історичний роман «Євпраксія» Павло Загребельний.
- Зображена 2016 року на марковому аркуші «Київські князівни на престолах Європи», де її помилково названо як «Євпраксія—Адельхайра».

## Родина
- Батько: Всеволод Ярославич — князь переяславський (1054—1073), чернігівський (1073—1076, 1077—1078), великий князь київський (1078—1093).
- Матір: Анна
- Зведений (по батькові) брат: Володимир Всеволодович (Мономах) — князь чернігівський (1076—1077, 1078—1094), переяславський (1094—1113), великий князь київський (1113—1125).
- Єдинокровний брат: Ростислав Всеволодович — князь переяславський (1078—1093).
- Сестри:
  - Анна (Янка) Всеволодівна — засновниця і настоятельниця Янчиного монастиря.
  - Катерина Всеволодівна